# Я плюю на ваші могили: Дежавю
Я плюю на ваші могили: Дежавю (англ. I Spit on Your Grave: Deja Vu) — американський трилер 2019 року ізраїльського режисера Мейра Зархі. У головних ролях знялися Каміл Кітон і Джеймі Бернадетт. Стрічка є прямим продовженням фільму «Я плюю на ваші могили» 1978 року.

## Синопсис
Через сорок років після подій першої частини Дженніфер повертається на місце злочину, щоб відчути на собі всю лють сімей убитих нею виродків. Тут на неї полює банда, що складається з родичів убитих нею злочинців. Очолює банду матуся Беккі.

## У ролях
| Актор            | Роль           |
| ---------------- | -------------- |
| Каміл Кітон      | Дженіфер Гіллз |
| Джеймі Бернадетт | Крісті Гіллз   |
| Марія Олсен      | Беккі          |
| Мейр Зархі       | Прієст         |
| Джим Таваре      | Герман         |
| Джонатан Пісі    | Кевін          |
| Джеремі Фердман  | Скотт          |
| Холгі Форрістер  | Міллі          |
| Рой Аллен        | Генрі          |